# Compton (ancienne circonscription fédérale)
Pour les articles homonymes, voir Compton.
Compton (aussi connu sous le nom de Mégantic—Compton—Stanstead) fut une circonscription électorale fédérale de l'Estrie dans le sud du Québec, représentée de 1867 à 1949 et de 1968 à 1997.
C'est l'Acte de l'Amérique du Nord britannique de 1867 qui créa ce qui fut appelé le district électoral de Missisquoi. Abolie en 1947, elle fut redistribuée parmi les circonscriptions de Compton—Frontenac et de Sherbrooke.
La circonscription fut recréée en 1966 à partir des circonscriptions de Compton—Frontenac, Mégantic et de Stanstead. Renommée Mégantic—Compton—Stanstead en 1978, elle fut abolie en 1996 et fusionnée dans la circonscription de Compton—Stanstead.

## Géographie
En 1924, la circonscription de Compton comprenait:
- Le comté de Compton
- Le canton d'Hereford dans le comté de Stanstead
- Les municipalités de Compton et Waterville dans le comté de Sherbrooke
- Les municipalités de Marston Sud, Sainte-Cécile-de-Whitton, Chesham, Winslow South, Clinton, Saint-Léon-de-Marston, Winslow North et la ville de Mégantic, dans le comté de Frontenac

En 1966, la circonscription comprenait:
- Les villes de Coaticook, Cookshire, East Angus, Lac-Mégantic, Rock Island, Scotstown et Waterville
- Le comté de Compton
- Une partie du comté de Frontenac
- Le comté de Stanstead, excepté le village d'Omerville et le canton de Magog
- Les municipalités de Compton, d'Ascot Corner et de Compton Station

En 1987, la circonscription comprenait:
- Les villes de Coaticook, Cookshire, East Angus, Lac-Mégantic, Rock Island, Scotstown et Waterville
- Le comté de Compton
- Les municipalités de paroisses de Courcelles, Saint-Augustin-de-Woburn et Val-Racine
- Les municipalités d'Audet, Frontenac, Lac-Drolet, Milan, Nantes, Notre-Dame-des-Bois, Piopolis, Sainte-Cécile-de-Whitton, Saint-Romain, Saint-Sébastien, Stornoway, Ascot, Ascot Corner et Fontainebleau
- Les villages de Bishopton, Marbleton, Saint-Gérard et Weedon-Centre

## Députés
1867-1949
1. 1867-1889 — John Henry Pope, Libéral-conservateur
2. 1889¹-1904 — Rufus H. Pope, Conservateur
3. 1904-1911 — Aylmer Byron Hunt, Libéral
4. 1911-1917 — Frederick Robert Cromwell, Conservateur
5. 1917-1925 — Aylmer Byron Hunt, Libéral (2)
6. 1925-1930 — Joseph-Étienne Letellier de Saint-Just, Libéral
7. 1930-1935 — Samuel Gobeil, Conservateur
8. 1935-1949 — Joseph-Adéodat Blanchette, Libéral

1968-1997
1. 1968-1974 — Henry Latulippe, Crédit social
2. 1974-1984 — Claude Tessier, Libéral
3. 1984-1993 — François Gérin, Progressiste-conservateur
4. 1993-1997 — Maurice Bernier, Bloc québécois

¹ = Élection partielle